# تتراکلرید مولیبدن

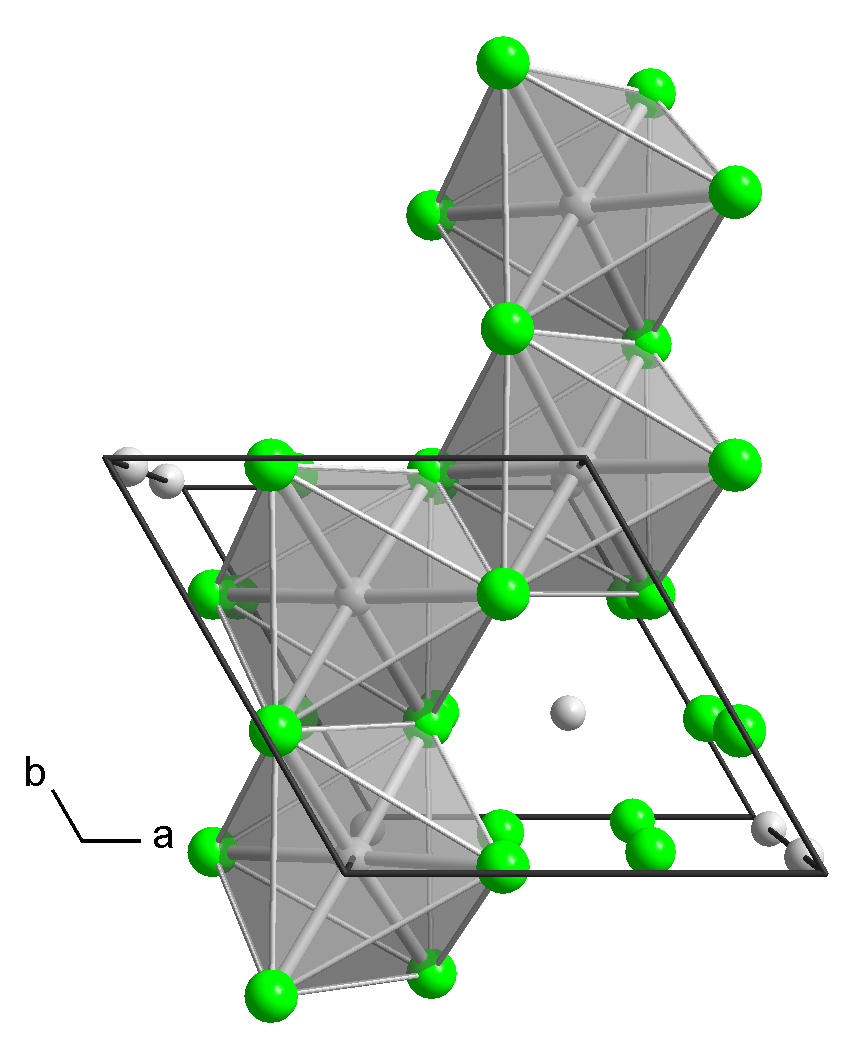
ساختار کریستالی تتراکلرید مولیبدن

تتراکلرید مولیبدن (به انگلیسی: Molybdenum tetrachloride) با فرمول شیمیایی Cl۴Mo یک ترکیب شیمیایی است. شکل ظاهری این ترکیب، جامد سیاه است.